# Кандидати за домаћинство Светског првенства у фудбалу за жене 2023.
Понуда Аустралије и Новог Зеланда за Светско првенство у фудбалу за жене 2023. године, позната и као понуда „КаоЈедан”, била је успешна понуда Фудбалске федерације Аустралије (ФФА) и Фудбалског савеза Новог Зеланда (ФСНЗ) за домаћина ФИФА Светског првенства за жене 2023. Заједничка понуда је објављена 12. децембра 2019. године, комбинујући већ покренут напор Аустралије који је започео 29. октобра 2018. године. Понуда подразумева 13 места у 12 градова домаћина, а финале де се играти у Сиднеју на стадиону Аустралија.

## Процес кандидатуре
Временски оквир лицитирања је прилагођен након потврде проширеног турнира. После првобитне 24. репрезентације одлучено је да играју 32. репрезентације.
Кључни датуми процеса надметања били су:
- 15. март 2019.: Рок за подношење попуњеног обрасца за исказ интереса ФИФА-и
- 18. март 2019: ФИФА шаље документе за регистрацију понуда и преглед
- 16. април 2019.: Рок за подношење завршене регистрације за лицитацију ФИФА-и
- 18. април 2019: ФИФА шаље документе за хостинг асоцијацијама чланицама које су вратиле регистрацију за надметање до горе наведеног рока
- Август 2019: Циркулар послат асоцијацијама чланицама које се тренутно лицитирају да поново потврде свој интерес, и свим другим квалификованим удружењима чланицама да изразе своје интересовање за лицитирање
- 16. август 2019.: Рок за нове савезе чланице да доставе попуњен образац за исказ интереса ФИФА-и
- 2. септембар 2019.: Рок за подношење завршене регистрације понуде ФИФА-и од стране нових заинтересованих удружења чланица и поновне потврде од постојећих понуђивача
- 3. септембар 2019: ФИФА шаље ажуриране документе за регистрацију понуда и преглед
- 13. децембар 2019: Достављање књиге понуда, потписаног уговора о хостингу и свих осталих докумената о хостингу ФИФА-и
- Јануар/фебруар 2020: Инспекцијске посете удружењима чланицама
- 10. јун 2020: ФИФА објављује извештаје о процени понуда (понуда Аустралије и Новог Зеланда добила је највишу оцену: 4,1 од 5)[7]
- 25. јун 2020.: Именовање домаћина од стране онлајн састанка Савета ФИФА.[8]

## Званичне кандидатуре
ФИФА је 13. децембра 2019. године такође потврдила да су две додатне понуде, Бразила и Јапана, доставиле потребну регистрацију ФИФА-и, али су касније повучене.

### АФК —– ОФК
- Аустралија /  Нови Зеланд

Две или више земаља у различитим конфедерацијама нису никада организовале ни једно, мушко или женско, Светско првенство у фудбалу. Азија је два пута била домаћин турнира, 1991. и 2007. године, оба у Кини. Океанија никада није била домаћин турнира.
Године 2017. први пут је објављено да аустралијска влада финансира студију изводљивости за домаћинство Светског првенства за жене 2023. године. Федерална министарка спорта Бриџит Мекензи је почетком 2018. године додала додатна средства у понуду, пошто је влада потврдила да обећава додатних 4 милиона аустралских долара за то. Понуда је званично објављена 29. октобра 2018. са слоганом кампање „#ГетОнсиде“. Аустралија је представила свој лого и слоган: „Лимитлес“ покренут 8. јула 2019. године.
Пре њиховог домаћинства ФИФА У-20 Светског првенства 2015. године, званичници Новог Зеланда су изразили интересовање за надметање за права домаћина ФИФА Светског првенства за жене 2023. године. ФИФА-ин директор турнира, Колин Смит, назвао је Нови Зеланд „главним кандидатом“ за домаћина Светског првенства за жене ако се он пријави. Дана 25. фебруара 2019. Новозеландски фудбал је објавио да ће дати понуду за 2023. годину.
Две земље су најавиле да ће поднети заједничку понуду 12. децембра 2019. Комбинована понуда са слоганом „КаоЈедан“ укључивала је 13 стадиона у 12 градова, при чему ће се уводни меч одиграти у Еден Парку у Окланду, а финале на стадиону Аустралија у Сиднеју.

### Конмебол
- Колумбија

Јужна Америка никада није била домаћин Светског првенства у фудбалу за жене. Фудбалски савез Колумбије је 2016. године показао интересовање да формализује кандидатуру Колумбије као земље домаћина. Колумбија је раније била домаћин ФИФА Светског првенства за младе 2011. и Светског првенства у футсалу 2016. године. Један од услова за домаћинство Светског првенства био је да имамо националну женску лигу, а 2017. године је прву сезону одиграла и Колумбијска женска фудбалска лига. Дана 26. јануара 2019, колумбијски председник Иван Дуке Маркез је рекао да подржава пријаву Колумбије за домаћина Светског првенства за жене 2023. године.

## Развој процеса кандидатуре
ФИФА је објавила процену понуда 10. јуна 2020. године. Понуда Аустралије и Новог Зеланда добила је највишу оцену са 4,1 од 5 и идентификована као „[изгледа] да представља комерцијално најповољнију понуду“ ФИФА-и. Следио је Јапан са оценом 3,8, иако је та понуда повучена након објављивања евалуације.
Колумбија је добила оцену 2,8, при чему је ФИФА навела да би колумбијска понуда захтевала „значајну количину улагања и подршке како локалних актера тако и ФИФА-е“ да би се понуда подигла на ниво друге две, и да „није јасно да ли ће овај ниво улагања бити доступан“.

## Повучене кандидатуре

### АФК
- Јапан

Јапан је разматрао понуду за учешће на турниру након што је одбио своју првобитну намеру да учествује на Светском првенству за жене 2019. године. Потпредседник Фудбалског савеза Јапана Козо Ташима је наводно рекао да ће објекти бити реновирани и спремни за Светско првенство. Јапански фудбалски савез је 20. фебруара 2019. године објавио да ће наставити са дуго планираном кандидатуром за домаћина Светског првенства за жене 2023. године. Јапан је 5. јула 2019. представио свој лого понуде заједно са слоганом „Време за лет”. Понуда је укључивала осам стадиона, укључујући неколико места која би требало да буду домаћини фудбалског турнира на Летњим олимпијским играма 2020..
Иако је била укључена на коначну листу понуда, „ЈФА” је повукла своју понуду за домаћинство турнира 22. јуна 2020. године наводећи повлачење Бразила као обједињавање гласова Конмебола за Колумбију, подршку „Фудбалског савеза Асеана” Аустралији и Новом Зеланду, и мало вероватноће да ће њихова понуда бити успешна поремечаја одигравања Олимпијског фудбалског турнира, пошто се Олимпијске игре одлажу за 2021. ЈФА је такође сугерисала да би без терета одржавања турнира могла да обезбеди више ресурса свом националном тиму у нади да ће освојити турнир. Након повлачења Јапана, Азијска фудбалска конфедерација је подржала понуду Аустралије и Новог Зеланда.

### Конмебол
- Бразил

Бразил је званично поднео своју понуду за Светско првенство у фудбалу 2023. за жене 13. децембра 2019. године. Бразилска фудбалска конфедерација је планирала да користи осам стадиона у осам градова у овој понуди, од којих су сви коришћени на турнирима као што су ФИФА Куп конфедерација 2013, ФИФА Светско првенство 2014, Летње олимпијске игре 2016. и Копа Америка 2019. Према понуди, финале би се играло на стадиону Маракана, у Рио де Жанеиру.
Иако је уврштен на коначну листу понуда, Бразилска фудбалска конфедерација је 8. јуна 2020. повукла своју понуду, наводећи немогућност да обезбеди гаранције савезне владе због „економске и фискалне штедње“ која проистиче из пандемије Ковид 19 у Бразилу.

## Резултати избора за домаћинство Светског првенства за жене 2023.
Одлуку од домаћинству је донело 35 од 37 чланова Савета ФИФА, два члана, из Колумбије и Новог Зеланда, нису имали право да гласају јер су били нације које су се надметале. Гласање је првобитно требало да буде тајним гласањем (под претпоставком састанка лицем у лице), а резултати ће бити објављени након гласања.
Резултати гласања приказани су у пратећој табели.

### Резултати избора од стране чланова Савета ФИФА
| Члан                                           | Фудбалски савез                                | Глас     | Глас     | Глас       |
| Члан                                           | Фудбалски савез                                | А/НЗ     | К        | Нема права |
| ---------------------------------------------- | ---------------------------------------------- | -------- | -------- | ---------- |
| Макфуза Актер                                  | Бангладеш                                      | А/НЗ     |          |            |
| Шеик Салман бин Ибрахим Ал Калифа              | Бахреин                                        | А/НЗ     |          |            |
| Ду Џаоцаи                                      | Кина                                           | А/НЗ     |          |            |
| Прафул Пател                                   | Индија                                         | А/НЗ     |          |            |
| Кохзо Ташима                                   | Јапан                                          | А/НЗ     |          |            |
| Мариано Аранета                                | Филипини                                       | А/НЗ     |          |            |
| Сауд Ал-Моханади                               | Катар                                          | А/НЗ     |          |            |
| АФК међузбир: 7 важећих гласачких листића      | АФК међузбир: 7 важећих гласачких листића      | 7        | 0        | 0          |
| Лидија Нсекера                                 | Бурунди                                        | А/НЗ     |          |            |
| Кионстант Омари                                | ДР Конго                                       | А/НЗ     |          |            |
| Хани Або Рида                                  | Египат                                         | А/НЗ     |          |            |
| Алмами Кабеле Камара                           | Гвинеја                                        | А/НЗ     |          |            |
| Ахмад Ахмад                                    | Мадагаскар                                     | А/НЗ     |          |            |
| Валтер Њамиланду                               | Малави                                         | А/НЗ     |          |            |
| Терек Бушамави                                 | Тунис                                          | А/НЗ     |          |            |
| КАФ међузбир: 7 важећих гласачких листића      | КАФ међузбир: 7 важећих гласачких листића      | 7        | 0        | 0          |
| Виторио Монтаглиани                            | Канада                                         | А/НЗ     |          |            |
| Луис Ернандез                                  | Куба                                           | А/НЗ     |          |            |
| Педро Чалуха                                   | Панама                                         | А/НЗ     |          |            |
| Сонија Фулфорд                                 | Теркса и Кејкос                                | А/НЗ     |          |            |
| Сунил Гулати                                   | Сједињене Државе                               | А/НЗ     |          |            |
| Конкакаф међузбир: 5 важећих гласачких листића | Конкакаф међузбир: 5 важећих гласачких листића | 5        | 0        | 0          |
| Фернандо Сарни                                 | Бразил                                         |          | К        |            |
| Рамон Хесурун                                  | Колумбија                                      |          |          | Кандидат   |
| Мариа Сол Муњоз                                | Еквадор                                        |          | К        |            |
| Алехандро Домингез                             | Парагвај                                       |          | К        |            |
| Игнацио Алонзо                                 | Уругвај                                        |          | К        |            |
| Конмебол међузбир: 4 важећа гласачка листића   | Конмебол међузбир: 4 важећа гласачка листића   | 0        | 4        | 1          |
| Раџеш Пател                                    | Фиџи                                           | А/НЗ     |          |            |
| Јохана Вуд                                     | Нови Зеланд                                    |          |          | Кандидат   |
| Ламберт Малток                                 | Вануату                                        | А/НЗ     |          |            |
| ОФК међузбир: 2 важећа гласачка листића        | ОФК међузбир: 2 важећа гласачка листића        | 2        | 0        | 1          |
| Гиоргос Кумас                                  | Кипар                                          |          | К        |            |
| Грег Кларк                                     | Енглеска                                       |          | К        |            |
| Ноел Ле Грет                                   | Француска                                      |          | К        |            |
| Шандор Чањи                                    | Мађарска                                       |          | К        |            |
| Евелина Кристилин                              | Италија                                        |          | К        |            |
| Дејан Савићевић                                | Црна Гора                                      |          | К        |            |
| Фернандо Гомес                                 | Португалија                                    |          | К        |            |
| Алексеј Сорокин                                | Русија                                         |          | К        |            |
| Александар Чеферин                             | Словенија                                      |          | К        |            |
| УЕФА међузбир: 9 важећих гласачких листића     | УЕФА међузбир: 9 важећих гласачких листића     | 0        | 9        | 0          |
| Ђани Инфантино                                 | Швајцарска                                     | А/НЗ     |          |            |
| ФИФА међузбир: 1 важећи гласачки листић        | ФИФА међузбир: 1 важећи гласачки листић        | 1        | 0        | 0          |
| Укупно: 35 важећих гласачких листића           | Укупно: 35 важећих гласачких листића           | 22 (63%) | 13 (37%) | 2          |